# Collioure
Collioure település Franciaországban, Pyrénées-Orientales megyében. Lakosainak száma 2637 fő (2022. január 1.). Collioure Banyuls-sur-Mer, Port-Vendres és Argelès-sur-Mer községekkel határos.

## Földrajz

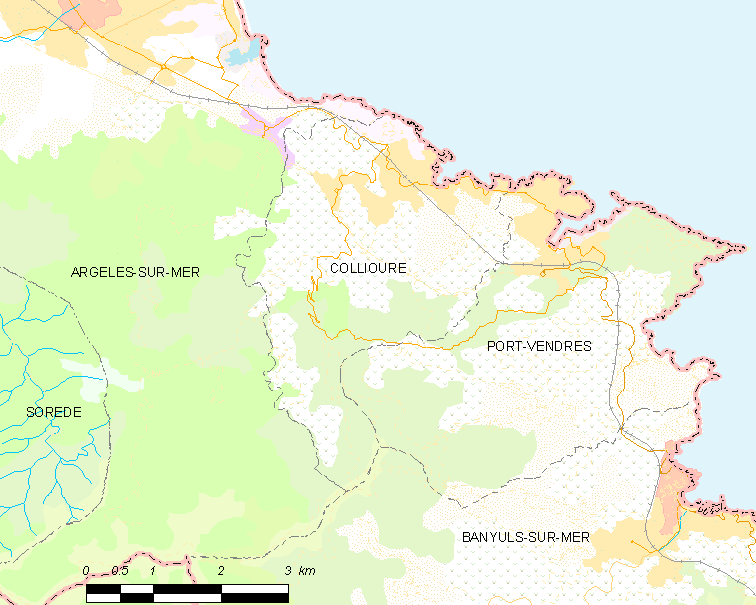
Collioure és környéke

## Népesség
A település népességének változása:
| Lakosok száma | 3057 | 2838 | 2666 | 2427 | 2418 | 2407 | 2400 | 2517 | 2637 |
|               | 2013 | 2015 | 2016 | 2017 | 2018 | 2019 | 2020 | 2021 | 2022 |